# フー・アー・ユー (曲)
「フー・アー・ユー」（Who Are You）は、イギリスのロックバンド、ザ・フーの楽曲。1978年にシングルリリースされた。作詞・作曲はピート・タウンゼント。アルバム『フー・アー・ユー』収録曲。

## 解説
キース・ムーン生前最後の参加アルバムとなった『フー・アー・ユー』からの先行シングル。B面は同アルバム収録の「ハド・イナフ」（ジョン・エントウィッスル作）。イギリスでは1971年の「無法の世界」以来ピクチャースリーブに入れられて発売された。
この曲には複数のバージョンが存在する。アルバム収録バージョンは演奏時間が6分20秒あるが、シングル盤では第3ヴァースが削除され5分2秒に、アメリカのシングル盤ではさらに短く約3分半にまで短縮されている。またイギリスのプロモ・シングルだけでも3つのバージョンが存在する。また、この曲のオリジナルの歌詞には放送に適さない部分があったため、第2ヴァースの歌詞が丸々差し替えられているが、差し替えられる前のオリジナル・バージョンが1996年に発表された『フー・アー・ユー』リミックス/リマスターCDにボーナストラックとして収録された。さらに、後述する映画『キッズ・アー・オールライト』のために再録されたバージョンも存在する。
この曲は元々、ロックオペラ『ライフハウス』のために制作されたものだが、歌詞の内容はタウンゼントに起きた実際の出来事が元になっている。1977年1月20日、タウンゼントはかつてのマネージャー、キット・ランバートとクリス・スタンプとの間に抱えていた印税の支払いとザ・フーの楽曲の版権をめぐる法的な争いに終止符を打つべく、長時間に及ぶ交渉を行い、結果、未払いだった印税とアメリカでの版権がようやくザ・フーに支払われる事になった。タウンゼントはそのままスタンプを連れてクラブに駆け込み、深酒を呷り始めたが、そこで偶然にもセックス・ピストルズのスティーヴ・ジョーンズとポール・クックに出くわす。泥酔していたタウンゼントは2人に説教をし、千鳥足のままクラブを出ると、その姿を写真に撮ろうとした記者と掴み合いの喧嘩をし、気付いた時にはソーホーにある建物の外で、若い警察官に起こされていたという。若いミュージシャンの目の前で醜態を晒したタウンゼントだったが、ジョーンズとクックは「それでもピートはすごくイカしてた」と語っている。
ただし第3ヴァースの歌詞は、タウンゼントが1971年にアメリカ・ツアーを利用して訪れたノース・カロライナ州、シャーロットのマートルビーチにある彼が帰依するインドの導師、メヘル・バーバーがかつて住んでいた家にいたく感激したという思い出が元になっている。

## ミュージックビデオ
ザ・フーのドキュメンタリー映画、『キッズ・アー・オールライト』には本曲のレコーディング風景を収めた映像があるが、この映像は映画のために1978年5月4日に撮影されたものであり、曲の方は1977年12月には録音を終えていたため、実際のレコーディング風景を撮ったものではない。だが、当初は事前録音したものに当て振りをする予定だったが、この撮影のためにバンドは新たにこの曲を再レコーディングした。そのため、この映画で聴ける「フー・アー・ユー」はオリジナル版と異なっている。
2004年にリリースされたDVD『キッズ・アー・オールライト』には、特典映像として新たに製作された本曲のミュージックビデオが収録されている（DVDに入っているトリビアクイズに全問正解すると試聴できる）。

## コンサートパフォーマンス
1977年12月、映画『キッズ・アー・オールライト』のために行われたロンドン、キルバーンでのコンサートで初披露された。キース・ムーンの死後、新ドラマーのケニー・ジョーンズ加入後もセットリストに加えられ、ザ・フー最後のコンサートを収めたライブアルバム『フーズ・ラスト』（1984年）にも収録されている。その後の再結成コンサートでも度々採り上げられ、2004年3月のロイヤル・アルバート・ホール公演では1曲目に披露された。

## メディアでの使用
- TV番組『CSI:科学捜査班』のテーマ曲である。シーズン1第6話の原題はこの曲名と同じであり、シーズン7の「レジェンド・オブ・ベガス」（原題："Living Legend"） ではロジャー・ダルトリーがゲスト出演した[11]。
- ヒューマニエンス～40億年のたくらみ～では、この曲のイントロダクションがトピックの紹介の際に使用される。

## カヴァー
- スピン・ワン・ツー（イタリア語版） - カヴァー・アルバム『Spin 1ne 2wo』（1993年）に収録[12]。
- ステレオフォニックス - トリビュート・アルバム『サブスティテュート〜ザ・ソングス・オブ・ザ・フー』（2001年）に提供。ノエル・ギャラガーがバッキング・ボーカルで参加した[13]。